# سوتلانا گورگنیان
سوتلانا واغیناک گورگنیان (ارمنی: Սվետլանա Վաղինակ Գուրգենյան؛ انگلیسی: Svetlana Gurgenyan؛ زادهٔ ۲۴ آوریل ۱۹۳۶) پزشک، و قلب‌شناس اهل ارمنستان است.

## زندگی‌نامه
وی در ۲۴ آوریل ۱۹۳۶ در ایروان به دنیا آمد و از دانشگاه پزشکی دولتی ایروان (۱۹۶۳) فارغ‌التحصیل گشت. 

## یادداشت
1. ↑  բժշկական գիտությունների դոկտոր